# 小寺裕
小寺 裕（こてら ひろし、1948年 - ）は、日本の教育者、数学史家、和算家。

## 来歴
大阪府出身。信州大学理学部数学科卒。東大寺学園中学校・高等学校にて長く教鞭を取る。その折、小説『算法少女』を教材として採り上げ、その復刊に尽力する。2017年度をもって教師を退職。全国の算額の調査に取り組み、現在も継続中である。日本数学史学会運営委員長を務める。また二代目福田理軒の号を持つ和算家でもある。

## 著書
- 和算史年表（東洋書店 2006年9月） ISBN 9784885956461
- だから楽しい江戸の算額（研成社 2007年8月） ISBN 9784876391493
- 江戸初期和算選書 算法根源記（編、研成社）
- 和算書「算法少女」を読む（ちくま学芸文庫 2009年11月） ISBN 9784480092557
- 博学検定　江戸の数学　和算　　創意工夫で数はもっと楽しめる　（技術評論社　2010年10月）　ISBN 9784774143804